# Konrad-Oskar Heinrichs
Pour les articles homonymes, voir Heinrichs.
Konrad-Oskar Heinrichs (5 mai 1890 à Wallstawe – 8 septembre 1944 à Liège) est un Generalleutnant allemand de la Heer dans la Wehrmacht durant la Seconde Guerre mondiale.
Il a été récipiendaire de la Croix de chevalier de la Croix de fer. Cette décoration est attribuée pour récompenser un acte d'une extrême bravoure sur le champ de bataille ou un commandement militaire avec succès.

## Biographie
Heinrichs rejoint le 26 septembre 1911 le 20e régiment d'infanterie (pl) de l'armée prussienne en tant que porte-drapeau.
Konrad-Oskar Heinrichs est tué le 8 septembre 1944 près de Liège en Belgique.

## Décorations
- Croix de fer (1914)
  - 2e Classe
  - 1re classe
- Insigne des blessés
  - en Noir
- Agrafe de la Croix de fer (1939)
  - 2e Classe
  - 1re classe
- Croix d'honneur
- Médaille du Front de l'Est
- Croix allemande en or (18 janvier 1944)
- Croix de chevalier de la Croix de fer
  - Croix de chevalier le 13 septembre 1941 en tant que Oberst et commandant du Infanterie-Regiment 24[1]